# Mahensia seychellarum
Mahensia seychellarum là một loài bướm đêm thuộc phân họ Arctiinae, họ Erebidae.